# هال لیندز
هال لیندز (انگلیسی: Hal Lindes؛ زادهٔ ۳۰ ژوئن ۱۹۵۳) موسیقی‌دان اهل ایالات متحده آمریکا است. وی از سال ۱۹۷۹ میلادی تاکنون مشغول فعالیت بوده است.